# 순환 행렬
선형 대수학에서 순환 행렬(circulant matrix)은 퇴플리츠 행렬의 특별한 종류이며 각 행 벡터는 선행 행 벡터에 비례하여 오른쪽으로 한 요소(성분)만큼 회전한다.
수치해석학에서 , 순환 행렬은 이산 푸리에 변환에 의해 대각화되기 때문에 중요하며, 따라서 이를 포함하는 선형 방정식은 고속 푸리에 변환을 사용하여 신속하게 해결 될 수 있다. 이들은 순환군 {\displaystyle C_{n}}에서 컨볼루션 연산자의 완전한 커널로 분석적으로 해석 될 수 있다.
따라서 공간적으로 불변 인 선형 연산에 대한 공식적인 설명에 자주 등장한다.
암호화에서, 순환 행렬은 빈슨트 레이믄(Vincent Rijmen)과 요안 대믄(Joan Daemen)이 개발한 고급 암호화 표준(AES)인 레인달 열 섞기(Rijndael MixColumns)단계에서 사용된다.

## 예
임의의 행렬{\displaystyle A}를 예약하고,
{\displaystyle A={\begin{pmatrix}a_{0}&a_{1}&\dots &a_{n-1}&a_{n}\\a_{n}&a_{0}&a_{1}&&a_{n-1}\\\vdots &a_{n}&a_{0}&\ddots &\vdots \\a_{2}&&\ddots &\ddots &a_{1}\\a_{1}&a_{2}&\dots &a_{n}&a_{0}\end{pmatrix}}}
행렬{\displaystyle A}가 갖는 주대각선을 기준으로 순환적인 대칭을 보인다면, 다음과 같은 확장된 순환행렬들을 예상할 수 있다.
{\displaystyle {\begin{pmatrix}a_{0}&a_{1}\\a_{1}&a_{0}\end{pmatrix}}}
{\displaystyle {\begin{pmatrix}a_{0}&a_{1}&a_{2}\\a_{2}&a_{0}&a_{1}\\a_{1}&a_{2}&a_{0}\end{pmatrix}}}
{\displaystyle {\begin{pmatrix}a_{0}&a_{1}&a_{2}&a_{3}\\a_{3}&a_{0}&a_{1}&a_{2}\\a_{2}&a_{3}&a_{0}&a_{1}\\a_{1}&a_{2}&a_{3}&a_{0}\end{pmatrix}}}
{\displaystyle {\begin{pmatrix}a_{0}&a_{1}&a_{2}&a_{3}&a_{4}\\a_{4}&a_{0}&a_{1}&a_{2}&a_{3}\\a_{3}&a_{4}&a_{0}&a_{1}&a_{2}\\a_{2}&a_{3}&a_{4}&a_{0}&a_{1}\\a_{1}&a_{2}&a_{3}&a_{4}&a_{0}\end{pmatrix}}}

## 같이 보기
- 밴드 행렬
- 이산 푸리에 변환
- 순열 행렬